# Первый бой у Покоталиго
Первый бой у Покоталиго — эпизод американской Гражданской войны.

## Предыстория
4 марта 1862 года генерал Роберт Ли был отозван в Ричмонд, и его преемником во главе Отдела Южной Каролины, Джорджии и Восточной Флориды был назначен генерал-майор Джон Пембертон. Одно из поручений, данных Пембертону Ли, заключалось в том, чтобы охранять города Саванна и Чарльстон и связывавшую их железную дорогу, опираясь на возведенные в стратегических пунктах укрепления.
Не имея достаточно войск, Пембертон положил в основу своей стратегии систему сторожевых постов и разъездов, по сигналу которых размещенные в ключевых пунктах части Конфедерации должны были выдвигаться навстречу противнику. Свой штаб Пембертон разместил близ Покоталиго.
19-20 марта 1862 года небольшой отряд северян под командованием подполковника Джона Джексона провёл разведку боем на реке Мэй и высадились на плантациях Кирка и Бэйнарда. Время от времени северяне вступали в перестрелку с разъездами конфедератов, но пострадавших не было. В соответствии со стратегией Пембертона, навстречу отряду Союза были выдвинуты части Конфедерации. Этот манёвр не встретил сопротивления со стороны северян. Под прикрытием двух орудий отряд Джексона занял деревню Блаффтон и после недолгой разведки вновь погрузился в лодки и без потерь вернулся на о-в Хилтон-Хед.
Эта операция Союза еще раз убедила южан в необходимости тщательно охранять Саваннскую железную дорогу. В апреле 1862 года генерал Пембертон перенес свой штаб в Чарльстон.
В начале мая 1862 года командовать Третьим военным округом Южной Каролины был назначен бывший флотский офицер, ветеран Мексиканской войны полковник Уильям Уокер. Его задача осложнилась тем, что два полка из состава войск округа в апреле были отосланы в штат Теннесси под начало генерала Борегара. Кроме того, Пембертон был вынужден защищать железную дорогу от возможного нападения северян со стороны о-ва Эдисто, что еще больше ослабляло силы, которые имел в своем распоряжении Уокер.

## Боевые действия
28 мая 1862 года командир 2-й бригады генерал Айзек Стивенс получил приказ достаточными силами произвести разведку боем в направлении Саваннской железной дороги и прервать железнодорожное сообщение, после чего быстро вернуться в исходный пункт и вечером 30 числа погрузить бригаду на корабли для передислокации. Стивенс поручил эту операцию полковнику Бенджамину Крайсту во главе отряда, включавшего 50-й Пенсильванский добровольческий пехотный полк, усиленный подразделениями, взятыми из других полков. Вечером того же дня на реке у паромной переправы были сосредоточены 11 плоскодонных барж и лодок. Переправу обеспечивали капитан Льюис и лейтенанты Браун и Донохью из 8-го Мичиганского полка. Прикрытие осуществлял 100-й Пенсильванский полк.
С 3 до 5 утра 29 мая 1862 года пехота переправилась на большую землю и выдвинулась в сторону железной дороги. В 6 утра за пехотой последовала кавалерия, а в 8 утра к маршу была готова артиллерия, взвод батареи Рокуэлла из Коннектикутского артиллерийского полка. Однако артиллерия, несмотря на все усилия командира лейтенанта Кэннона, задержалась в пути на два часа в связи с необходимостью напоить и накормить лошадей.
Примерно в 3 километрах от переправы отряд наткнулся на аванпосты южан. Конфедераты ретировались, предупредив свой штаб о приближении северян. Навстречу приближающемуся противнику были выдвинуты три отряда: роты A и D 1-го Южнокаролинского кавалерийского батальона под командованием майора Джозефа Моргана (38 человек), Рутледжские конные стрелки под командованием капитана Уильяма Тренхольма (38 человек) и две кавалерийских роты под командованием капитана Блэйка Хейуорда (110 человек). Отряды встретились в 9 утра близ г. Покоталиго, и общее командование принял на себя майор Морган как старший по званию. Кроме того, генерал Пембертон послал командиру бригады бригадному генералу Томасу Дрэйтону телеграмму с требованием срочно отправить в Покоталиго пехотный полк из г. Хардивилль. Полковник Уильям Стоукс выдвинулся из Грэхемвилля в сторону Покоталиго с главными силами 4-го Южнокаролинского кавалерийского полка. В деревушке Рэвенел к отправке готовился эшелон для перевозки 17-го Южнокаролинского пехотного полка.
Отряд Моргана занял позиции на подходе к Старому Покоталиго, где через протоку был переброшен деревянный мост шириной 5 метров из досок, настланных на 6-дюймовые поперечные балки, а в 70-80 метрах с противоположной стороны моста от Покоталиго находилась узкая дамба длиной 400 метров, с обеих сторон окружённая болотами и протоками. Со стороны Покоталиго перед мостом находилась узкая лесополоса. Конные стрелки Тренхольма разобрали настил деревянного моста, оставив только поперечные балки, и заняли позиции в дубовых рощах по сторонам дороги. В лесополосе закрепились роты Моргана. Рота Хейуорда была оставлена в резерве. К этому времени на позицию прибыл полковник Уокер, прервавший инспекционную поездку, узнав о приближении отряда северян.
Еще трижды встретившись с аванпостами южан, отряд Крайста вступил в г. Гарденс-Корнер, где к нему присоединилась кавалерия. Оставив в Гарденс-Корнер роту E под командованием лейтенанта Лантца, Крайст повел свой отряд в сторону Покоталиго по Шелдонской дороге. Продвижение отряда несколько замедляли скоротечные перестрелки с аванпостами южан. К 10:30 утра отряд Крайста достиг окраины Старого Покоталиго и вступил в перестрелку с отрядом Моргана. Однако из-за большого расстояния, разделявшего противников, ружейный огонь был неэффективен. Промедлив какое-то время в ожидании подхода артиллерии, Крайст позволил вызвавшемуся добровольцем капитану Чарльзу Паркеру во главе роты H 50-го полка форсировать протоку по поперечным балкам моста и укрыться в канаве справа от дороги. Маневр был проведен успешно, но сам Паркер был убит. Вслед за ротой H протоку форсировали еще 300 человек под командованием подполковника Бренхольца, которые атаковали конфедератов и в 13:30 вынудили их оставить позиции. Когда бой закончился, наконец, прибыл задержавшийся артиллерийский взвод лейтенанта Кэннона.
Узнав о столкновении отряда Крайста с конфедератами, генерал Стивенс выдвинул к г. Гарденс-Корнер 79-й Нью-Йоркский (225 чел., капитан Мор) и 8-й Мичиганский (150 чел., подполковник Грэйвс) полки в качестве резерва.
К 16:00 к конфедератам прибыло подкрепление: 3 орудия лёгкой батареи под командованием капитана Эллиотта и роты I и F 11-го Южнокаролинского полка (капитаны Аллен Изард и Б. Уаймэн). Уокер приказал своим подчиненным занять позицию на ближнем берегу канала Скревена, расположенного перпендикулярно дороге, по которой наступали северяне.
После отступления конфедератов полковник Крайст первоначально намеревался выполнить первоначальный план и достичь железной дороги, однако выяснилось, что у солдат его отряда оставалось всего по 12 патронов на человека, а местные негры сообщили, что к южанам двигаются подкрепления общим количеством не менее 1000 человек. К тому же пехота была чрезвычайно утомлена длительным маршем. В 2:30 Крайст отдал приказ о возвращении к переправе. Северяне сожгли мост у Покоталиго, после чего, преследуемые малочисленными отрядами кавалерии конфедератов, соединились с резервными подразделениями в Гарденс-Корнер и благополучно достигли переправы к 11 часам вечера. К 3 часам утрам следующего дня весь отряд переправился через реку у г. Кусо.
Полковник Уокер со своим отрядом, к которому присоединился 17-й Южнокаролинский пехотный полк (400 человек) под командованием полковника Минса, пытался преследовать северян, но продвигался медленно, и к 10 часам вечера остановился в Гарденс-Корнер с тем, чтобы атаковать противника на рассвете. К этому моменту на станции Покоталиго выгрузился Легион Филлипса, которому Уокер приказал за ночь прибыть в Гарденс-Корнер. Утром конфедераты стремительным маршем достигли переправы через реку у Кусо, но обнаружили, что северяне уже переправились. Обстреляв пришвартованные у противоположного берега плавсредства, отряд Уокера прекратил преследования и вернулся в Покоталиго.

## Силы сторон
Союз
- 50-й Пенсильванский пехотный полк
- 8-й Мичиганский пехотный полк
- 79-й Нью-Йоркский пехотный полк
- 1-й Массачусетский кавалерийский полк
- Батарея Рокуэлла из Коннектикутского артиллерийского полка

Конфедерация
- Рота A Рутледжских конных стрелков
- Роты A и D 1-го батальона Южнокаролинской кавалерии
- Бьюфортская легкоартиллерийская батарея
- Роты I и F 11-го Южнокаролинского пехотного полка